# Bataille de Rivne
Première Guerre mondiale
Batailles
Front d'Europe de l’Est
- Stallupönen (08-1914)
- Gumbinnen (08-1914)
- Tannenberg (08-1914)
- Île d'Odensholm (08-1914)
- Lemberg (08-1914)
- Krasnik (08-1914)
- Komarów (08-1914)
- Lacs de Mazurie (I) (09-1914)
- Przemyśl (09-1914)
- Vistule (09-1914)
- Łódź (11-1914)
- Limanowa (12-1914)
- Bolimov (01-1915)
- Zwinin (02-1915)
- Lacs de Mazurie (II) (02-1915)
- Przasnysz (02-03-1915)
- Schaulen (04-07-1915)
- Gorlice-Tarnów (05-1915)
- Boug (06-08-1915)
- Narew (07-08-1915)
- Novogeorgievsk (08-1915)
- Varsovie (08-1915)
- Sventiany (09-1915)
- Lac Narotch (03-1916)
- Offensive Broussilov (06-1916)
- Offensive de Baranavitchy (07-1916)
- Turtucaia (09-1916)
- Offensive Flămânda (09-1916)
- Argeș (12-1916)
- Offensive Kerenski (07-1917)
- Bataille de Riga (09-1917)
- Opération Albion (09-10-1917)
- Mărășești (08-1917)
- Traité de Brest-Litovsk (03-1918)
- Traité de Brest-Litovsk (03-1918)
- Bakhmatch (03-1918)

Front d'Europe de l’Ouest
Front italien
Front des Balkans
Front du Moyen-Orient
Front africain
Bataille de l'Atlantique
La bataille de Rovno ou de Rivne est une opération de la Première Guerre mondiale sur le front de l'Est, survenue pendant l'automne 1915 dans le secteur de Rivne (Rovno), à la frontière de la Galicie austro-hongroise et de la Volhynie russe, en Ukraine actuelle. Elle oppose l'Autriche-Hongrie, soutenue par l'Empire allemand, à l'Empire russe. L'offensive de l'armée austro-hongroise, qui cherche à exploiter ses succès de l'été 1915, se heurte à une forte contre-attaque de l'armée russe et elle n'est sauvée de la déroute que par l'intervention de renforts de l'armée allemande.

## Contexte

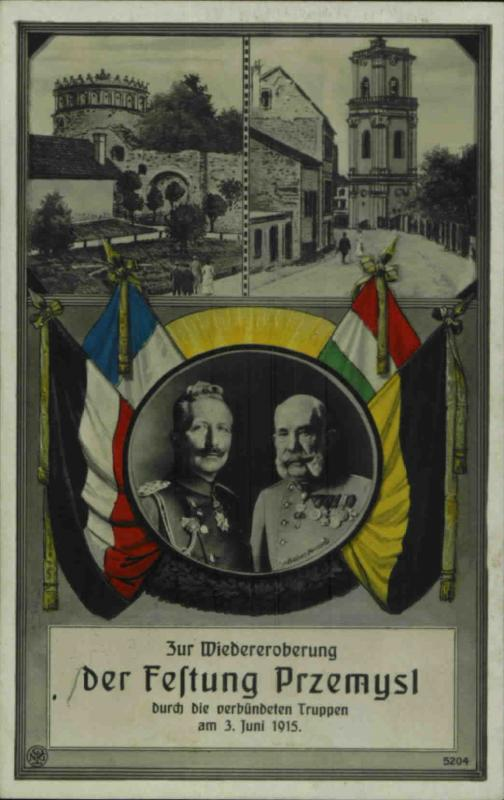
Les empereurs Guillaume II et François-Joseph célébrant la reprise de la forteresse de Przemyśl en Galicie, carte postale de 1915.

L'offensive de Gorlice-Tarnów, menée par l'armée impériale et royale avec un fort soutien allemand à partir de mai 1915, a permis à l'Empire austro-hongrois de reconquérir la plus grande partie de la Galicie prise par les Russes pendant la bataille de Lemberg de l'été 1914 ; coordonnée avec l'offensive allemande en Pologne centrale, elle provoque la débâcle de l'armée russe qui doit abandonner d'importantes forteresses et plusieurs grands centres industriels. Mais la première année de guerre a été terriblement coûteuse pour l'Autriche-Hongrie qui a perdu 57 000 officiers et 2,5 millions d'hommes tués, blessés ou disparus dont 730 000 capturés ou disparus. La double monarchie est menacée de perdre son statut de grande puissance pour devenir un satellite de son puissant allié allemand qui ne se gêne plus pour négocier en son nom, offrant le Trentin à l'Italie et plusieurs districts de Transylvanie à la Roumanie pour prix de leur neutralité. À la fin du mois d'août 1915, le chef d'état-major général austro-hongrois Franz Conrad von Hötzendorf pense pouvoir sortir de cette impasse par une grande offensive « noire et jaune » (les couleurs du drapeau austro-hongrois) : une forte avance en direction de Rivne et Kiev, conjointe avec une offensive allemande dans le nord du front, permettrait d'encercler 25 divisions russes et de marquer un avantage décisif sur le front de l'Est. Pour maintenir son effectif, l'armée austro-hongroise doit mobiliser tous les réservistes et tous les hommes nés à partir de 1897 ; elle parvient à rassembler 38 divisions. En outre, les troupes sont mal remises de leurs efforts des mois précédents : par exemple, la 3e division d'infanterie a marché plus de 950 km depuis mai. Le chef d'état-major allemand Erich von Falkenhayn, qui ne fait guère confiance à l'esprit combatif de ses alliés austro-hongrois, leur fait savoir qu'il ne poursuivra pas son avance en Russie au-delà d'une ligne Boug - Brest-Litovsk - Hrodna ; il compte dissoudre le groupe d'armées von Mackensen pour redéployer ses forces sur le front de Serbie afin de rétablir une liaison terrestre avec l'Empire ottoman. Les commandants des deux armées s’efforcent de masquer leur mésentente en public alors qu'elle s'exprime de plus en plus amèrement dans leurs correspondances personnelles.

## L'offensive austro-hongroise

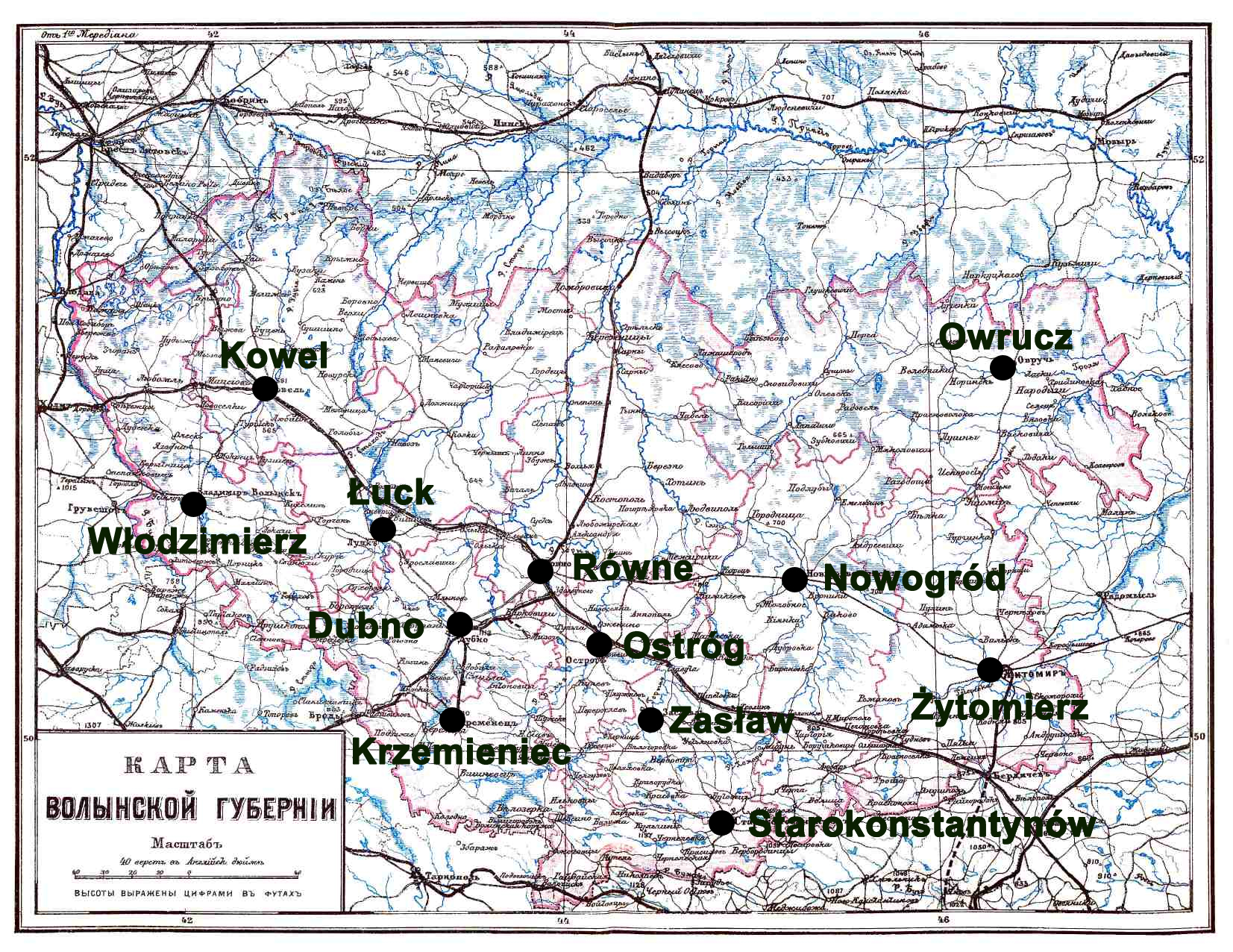
Carte du gouvernement de Volhynie, Dictionnaire encyclopédique Brockhaus et Efron, 1890-1906, avec principales villes reportées en graphie moderne.

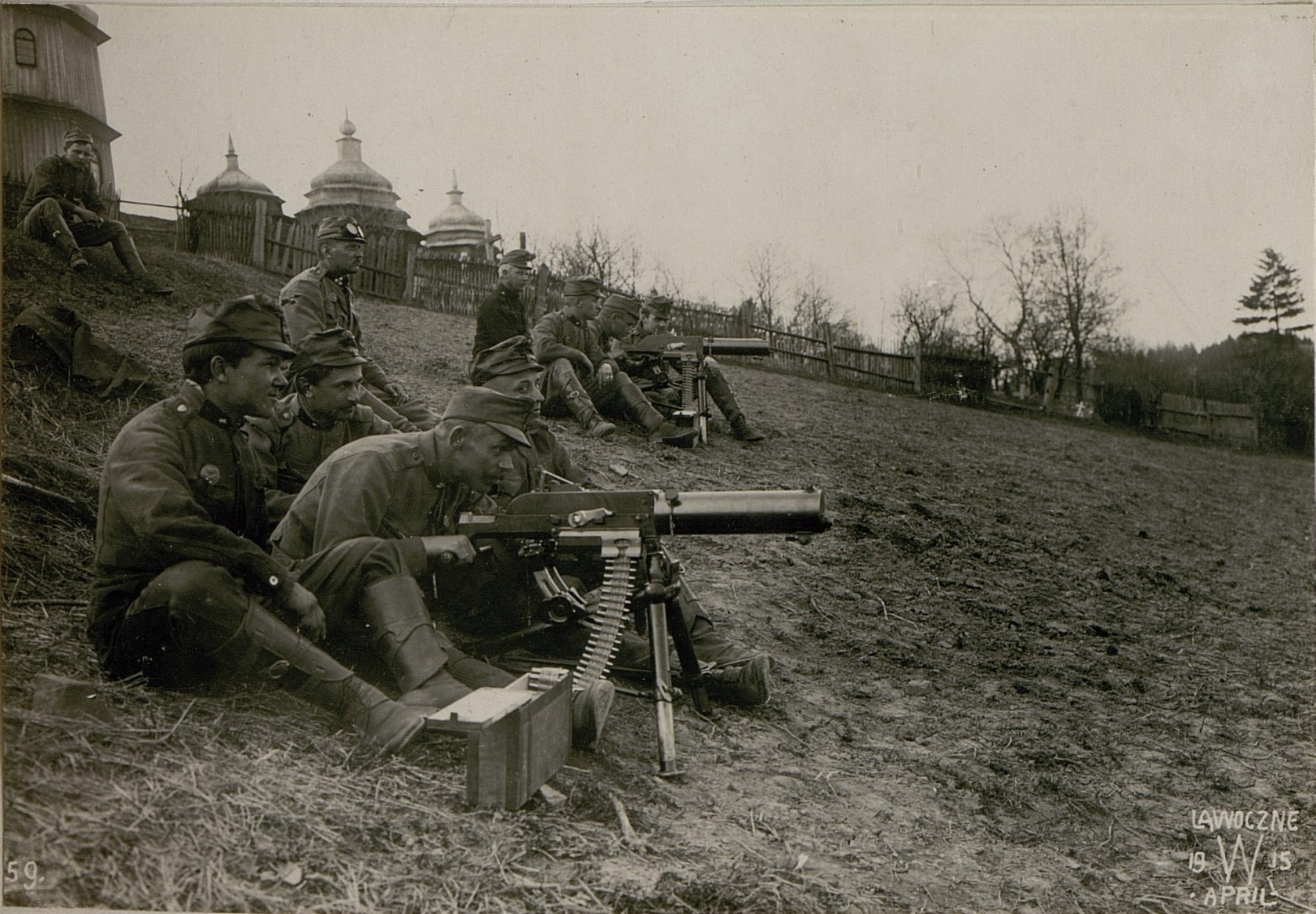
Mitrailleurs austro-hongrois à Lawoczne (Galicie) en avril 1915

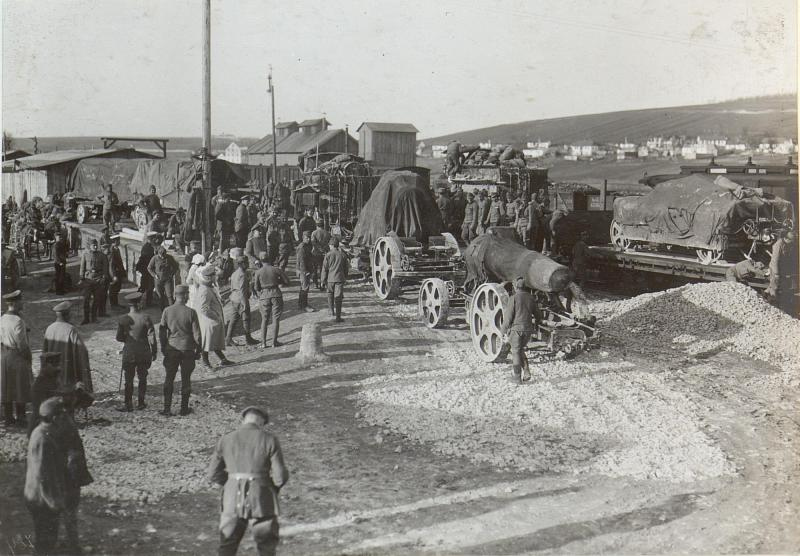
Déplacement d'un mortier lourd austro-hongrois Skoda 305 mm Model 1911 à Berejany, 1915-1916.

À la fin du mois d'août 1915, en faisant appel à toutes les réserves disponibles, Conrad arrive à rassembler 38 divisions et demi d'infanterie et 8 et demi de cavalerie aux confins de la Galicie et de la Volhynie. Tous les civils sont mobilisés dans des compagnies de travailleurs pour réparer les routes et creuser des tranchées. En Volhynie, territoire russe, il n'y a pratiquement plus d'hommes valides, tous ayant été mobilisés ou évacués, et ce sont des femmes qui sont réquisitionnées.
Le 26 août, la 2e armée (Eduard von Böhm-Ermolli) lance son offensive, suivie par la 1re armée (Puhallo (de)) et l'Armeegruppe Roth (de)). Les instructions de Conrad prescrivaient d'éviter le choc frontal et de chercher à tourner l'adversaire mais cela se révèle impraticable : la 8e armée russe (Alexeï Broussilov) se replie au-delà du Styr en abandonnant Loutsk, prise par les Austro-Hongrois le 31 août. Conrad, furieux du manque de dynamisme de ses subordonnés, ordonne à la 4e armée de l'archiduc Joseph-Ferdinand de se joindre à la manœuvre. Plus au sud, l'Armée du Sud sous commandement allemand (Felix von Bothmer) franchit la Zolota Lypa de part et d'autre de la ville de Berejany et poursuit son avance, malgré une forte résistance russe, vers la frontière d'avant-guerre entre la Galicie et la Russie. Le 30 août, elle a fait 10 000 prisonniers russes et s'approche de Ternopil. Pour soutenir l'offensive austro-hongroise, le général August von Mackensen, chef de la 11e armée allemande, ordonne une attaque vers Volodymyr-Volynsky, dans le nord de la Galicie. Cependant, l'avance austro-hongroise, face à un ennemi en infériorité numérique, est moins rapide qu'espéré et la pluie vient bientôt contrarier l'offensive.
Les villes de Loutsk, Rivne et Doubno forment un ensemble fortifié qui protège l'accès de l'Ukraine russe tout en servant de base d'opérations vers la Galicie. Mais l'armée russe n'est pas encore remise de ses énormes pertes en hommes et en matériel de l'été 1915. Brody, sur la voie ferrée reliant Lemberg à Rivne, est prise par la 2e armée austro-hongroise le 1er septembre. Après de durs combats les 6 et 7 septembre autour de Radyvyliv, les Russes doivent se replier en abandonnant 3 000 prisonniers. Le 9 septembre, la 2e armée s'empare de Doubno. Le général Nikolaï Ivanov, chef du Front du Sud-Ouest, s'inquiète à la perspective de perdre Rivne et peut-être Kiev. Il écrit au tsar Nicolas II une lettre de 11 pages pour demander des renforts, faisant valoir qu'il serait très grave de perdre Kiev « compte tenu du nombre croissant de pèlerins qui s'y rendaient avant la guerre ». Plus au sud, la 7e armée austro-hongroise (Karl von Pflanzer-Baltin) repousse les Russes jusqu'au Dniestr entre Zalichtchyky et Boutchatch. À l'extrémité sud-est du front, les Germano-Austro-Hongrois atteignent la triple frontière de la Galicie, de la Bessarabie russe et de la Roumanie, encore neutre. Cependant, le commandement austro-hongrois sait, par l'écoute des messages radio ennemis, que le temps lui est compté et que les Russes ne vont pas tarder à rassembler des troupes pour la contre-attaque : il fait acheminer de nouveaux renforts vers la Galicie au détriment des fronts des Balkans et d'Italie. Le 8 septembre, l'archiduc Joseph-Ferdinand, qui commande le groupe d'armées comprenant les 1re et 4e armées, ordonne une nouvelle attaque en direction de Rivne en tournant le flanc nord de la 8e armée russe de Broussilov : l'archiduc aligne 14 divisions contre une demi-douzaine pour Broussilov mais les fortes pluies rendent le terrain impraticable et l'offensive s'enlise dès le 9 septembre. Le large mouvement tournant ordonné par Conrad ne peut être réalisé par des troupes exténuées et, en l'absence de routes transversales, les canons restent bloqués dans la boue. La concentration des forces austro-hongroises dans ce secteur dégarnit dangereusement le reste de leur front.
Le 8 septembre, le Ve corps, confié à Maximilian Csicserics von Bacsány (de), reçoit l'ordre d'éliminer le saillant russe de Ternopil qui représente une menace potentielle pour l'avance austro-hongroise. Les forces austro-hongroises sont largement supérieures à celles des Russes avec un effectif triple et une supériorité en artillerie mais Csicserics demande un délai pour permettre à ses hommes de se reposer et déplacer l'artillerie nécessaire. Felix von Bothmer, commandant allemand de l'Armée du Sud, réclame une attaque immédiate pour ne pas laisser aux Russes le temps de se renforcer. Conrad donne raison à Bothmer et Ignaz Trollmann von Lovcenberg (de), chef du XIXe corps, est désigné pour conduire l'offensive à la place de Csicserics. L'attaque est lancée le 9 septembre, par un temps pluvieux et brumeux qui rend la préparation d'artillerie inefficace. Après une pénible avance dans la boue, le 10 septembre, les forces austro-hongroises échouent devant la dernière ligne de défense de Rivne, sur la rivière Stoubla (uk). Le seul gain de cette offensive est d'obliger le XXIIe corps russe (partie de la 11e armée) à reporter son offensive sur le flanc de l'Armée du Sud.

## Contre-offensive russe et intervention allemande

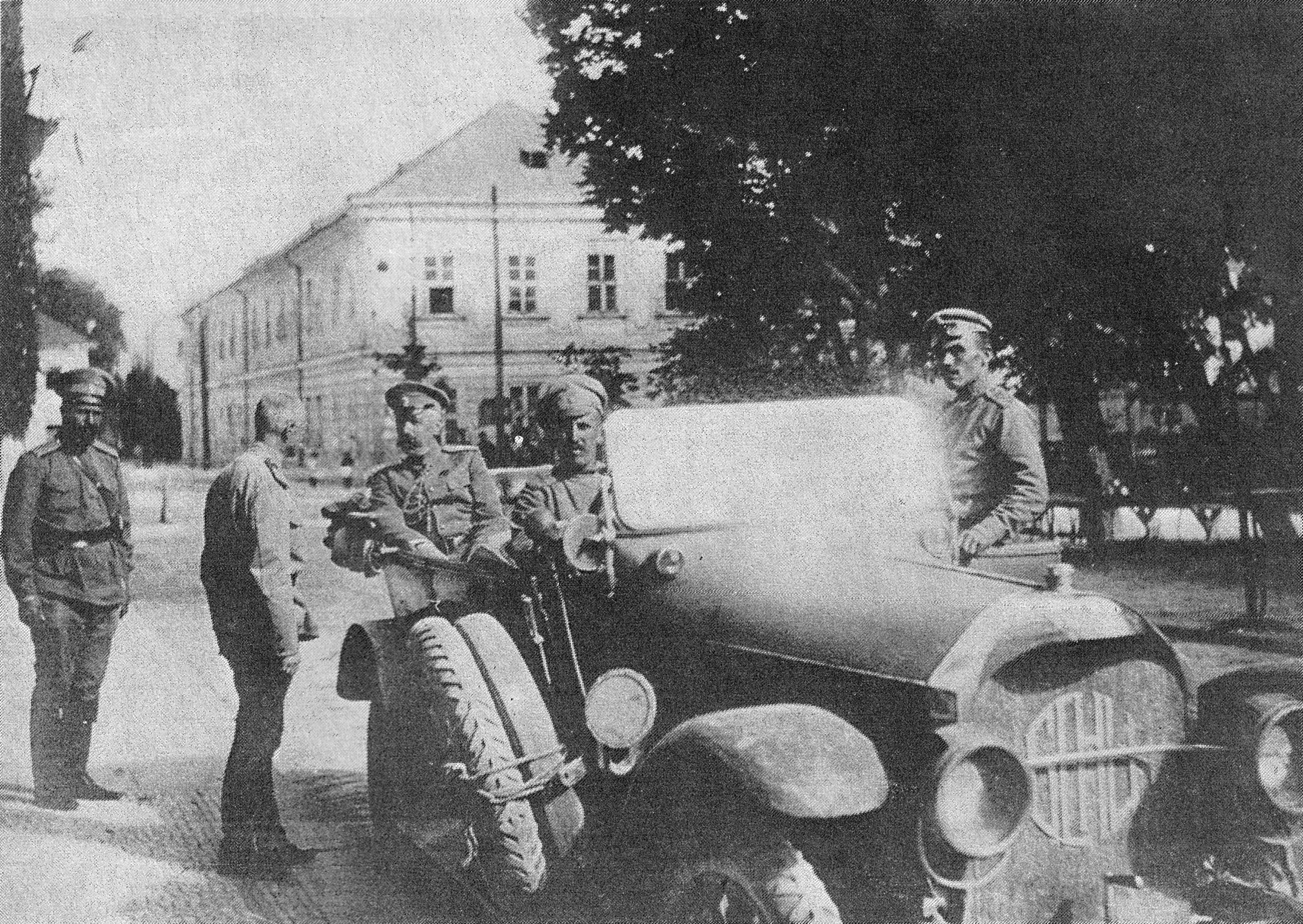
Le général Alexeï Broussilov (debout, tête nue) saluant le grand-duc Georges Mikhaïlovitch au Q.G. de la 8e armée en 1915.

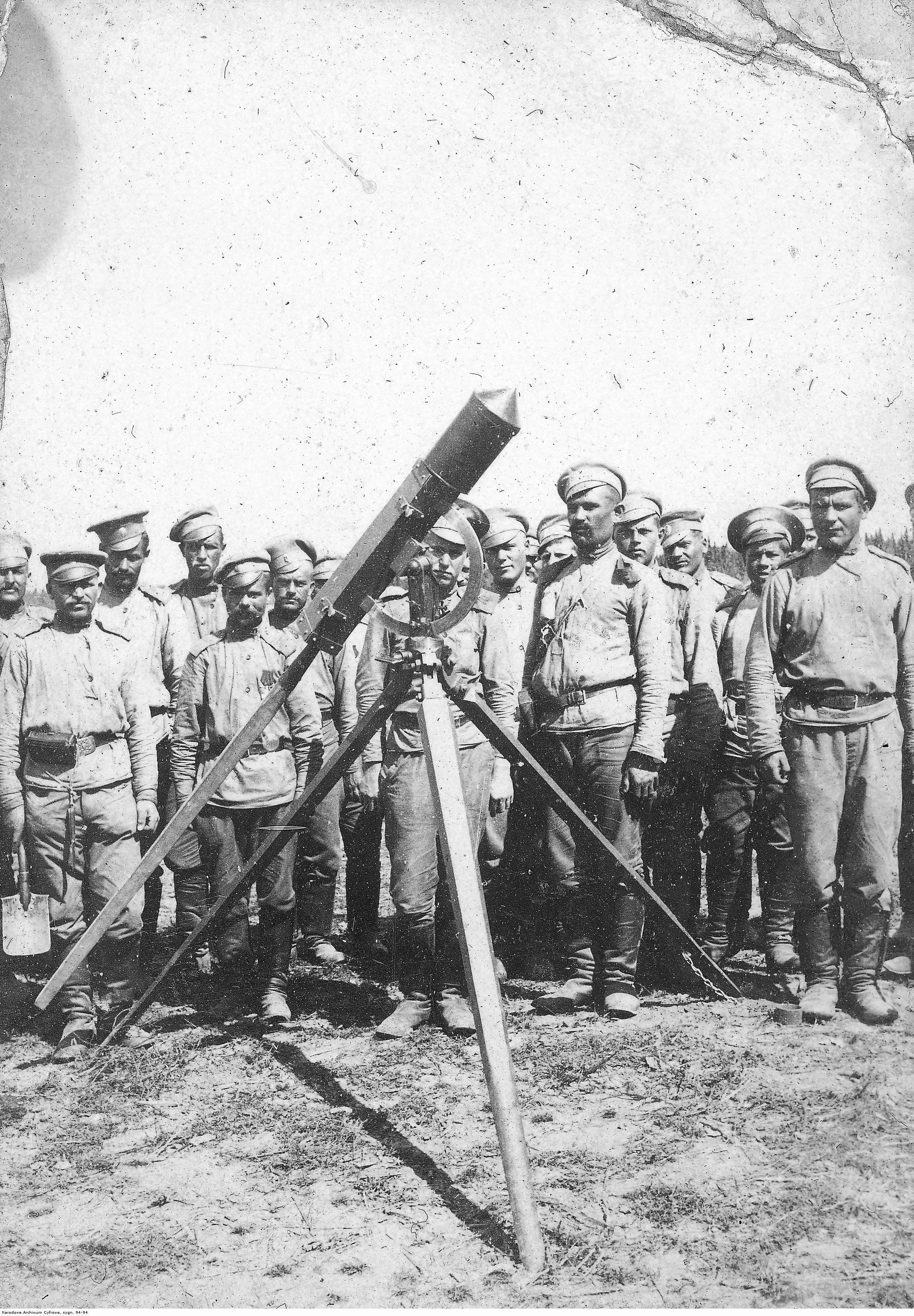
Soldats russes tirant une fusée en Volhynie, 1915.

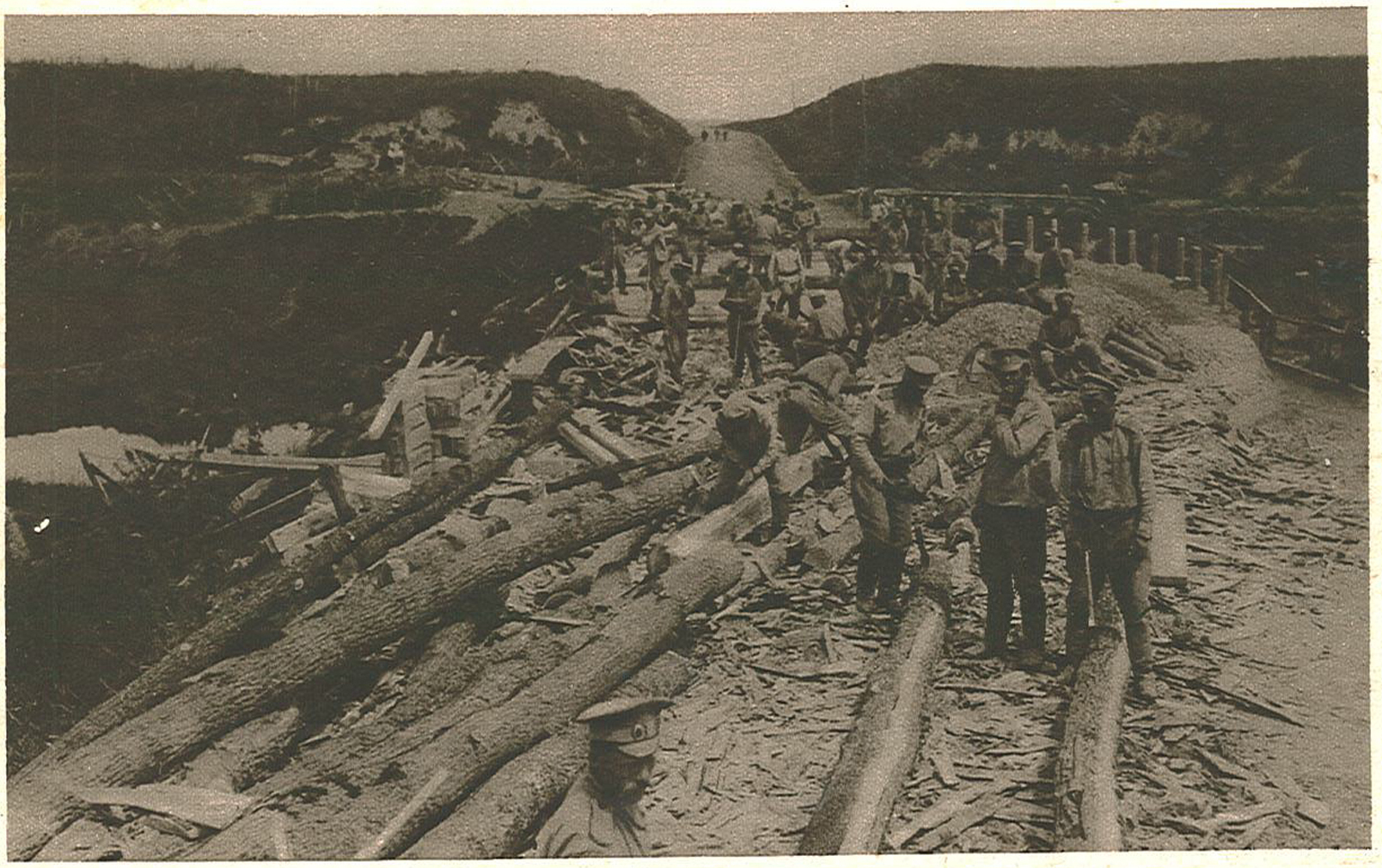
Soldats russes aménageant une chaussée de rondins en Galicie, Le Miroir, 6 août 1915.

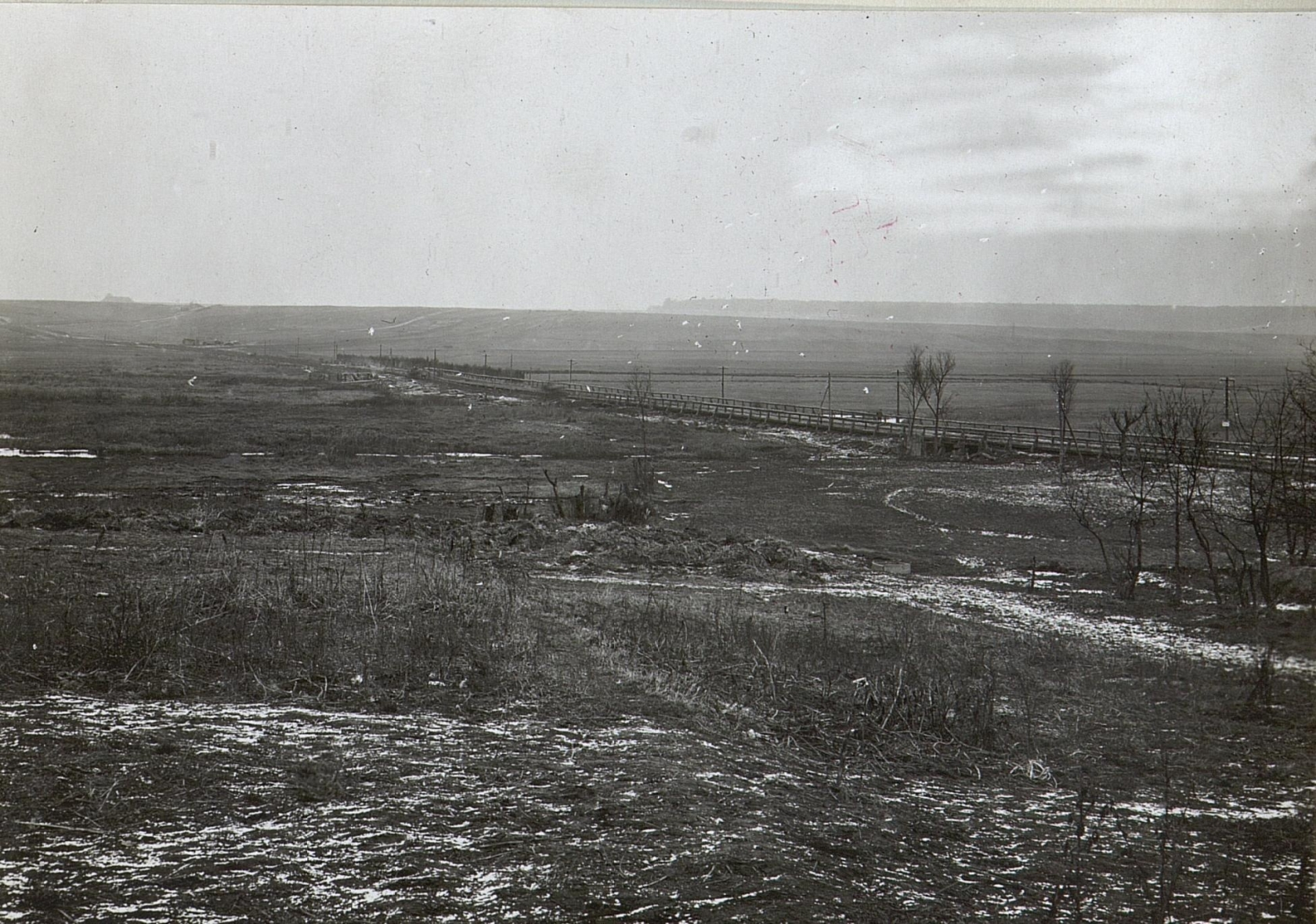
Pont sur les marais de la Lipa près de Horokhiv, 1917.

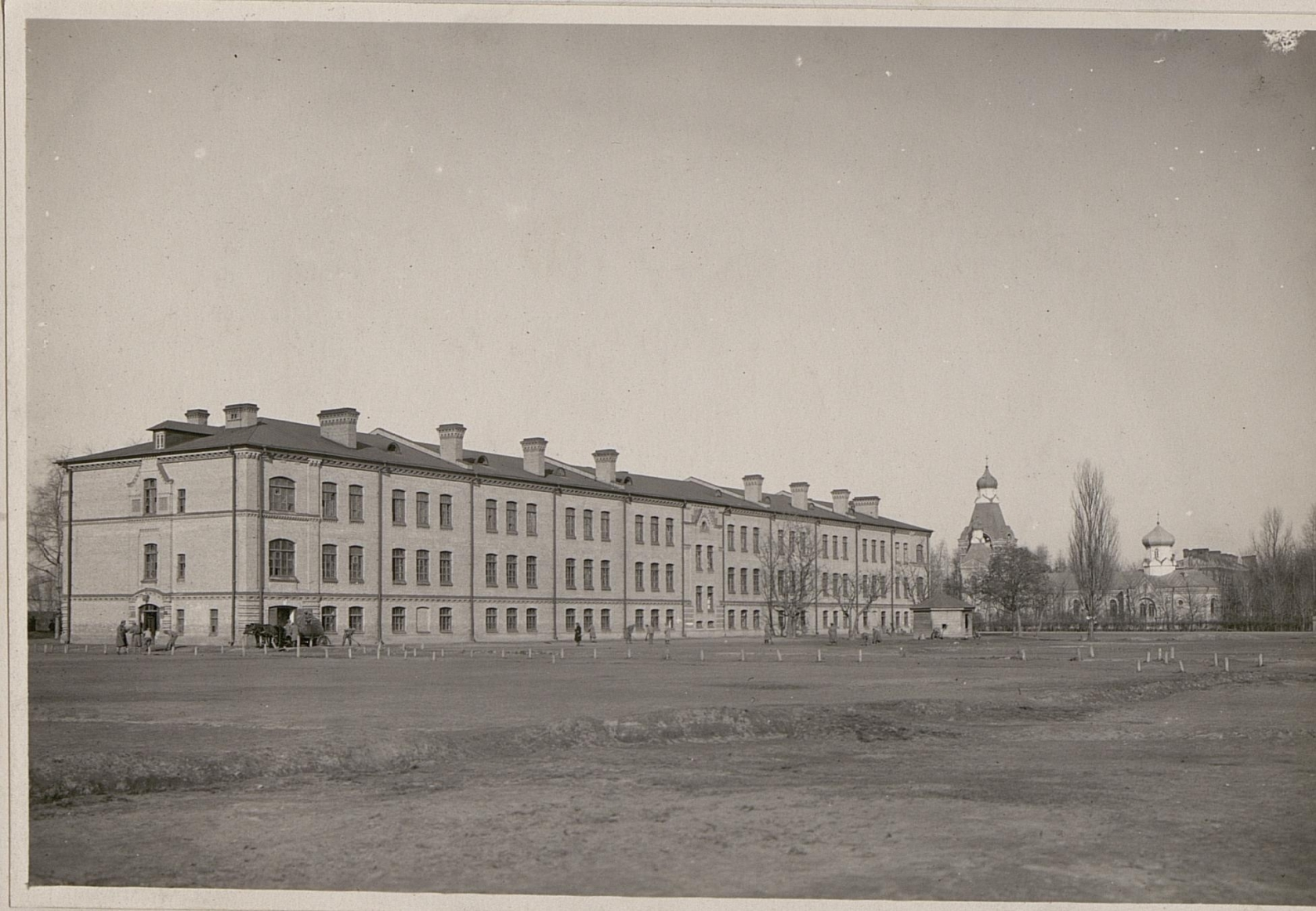
Caserne russe de Loutsk avec l'église de la garnison après la prise de la ville par les Austro-Hongrois, novembre 1915.

Malgré la difficulté des communications, Ivanov fait parvenir de nouvelles divisions à la 8e armée de Broussilov à travers les marais de Rokytne. Le général Hugo Martiny (de), chef du Xe corps qui est à la pointe extrême de l'avance austro-hongroise, note dans son journal : « Nous sommes tous découragés. Pourquoi ? Quelle est la raison ? La raison est l'énergie impitoyable et sans fondement qui nous est constamment demandée par le Haut commandement de l'armée, jusqu'à ce que les événements, la pression d'un ennemi supérieur, l'épuisement des troupes, créent une catastrophe. Il n'y a qu'à regarder Potiorek ! ».
Le 9 septembre, tandis que l'offensive austro-hongroise s'enlise plus au nord, le IXe corps russe (général Vladimir Dragomirov), partie de la 9e armée, lance une attaque rapide contre le XIIIe corps austro-hongrois. Celui-ci, très affaibli (il a perdu 17 000 hommes depuis le début de la campagne), doit reculer d'une dizaine de kilomètres. Eduard von Böhm-Ermolli, chef de la 2e armée austro-hongroise, envoie des renforts pour soutenir l'Armée du Sud tout en ordonnant de poursuivre l'offensive contre le saillant de Ternopil : ses chefs de corps, Trollmann et Goglia, chef du Ve corps, répondent que leurs troupes sont incapables de poursuivre leur effort sans un considérable soutien d'artillerie, ce qui est impossible à cette date.
Le 12 septembre, le général Broussilov écrit à Ivanov : « Il y avait 22 divisions ennemies face à la 8e armée, elles ne sont plus que 14, ce qui veut dire que nous sommes pratiquement à égalité, et nous sommes en face des Autrichiens que nous avons déjà battus plusieurs fois. Je suis d'avis que nous avons assez battu en retraite et que nous aurons très bientôt complété et regroupé nos forces, ce qui nous permettra de les frapper une fois de plus ». Ivanov, réticent, n'autorise qu'une offensive limitée pour « raccourcir la ligne de front ».
Le 13 septembre, le XXXIXe corps russe, partie de la 8e armée, passe à l'offensive et franchit la Stoubla à Klevan (à 30 km au nord-ouest de Rivne) à la faveur d'un épais brouillard, mettant en difficulté les Xe et XIVe corps austro-hongrois ; la 4e armée n'a plus d'autres réserves que des recrues à peine entraînées qu'il faut envoyer au front dès leur arrivée. Le corps Hofmann austro-hongrois doit aussi reculer devant l'avance russe. Cependant, la contre-offensive s'interrompt dès le 14 septembre, la 8e armée ayant les mêmes problèmes de ravitaillement, transport et pénurie de munitions que ses adversaires. Également le 14 septembre, la cavalerie du XXXe corps russe lance une attaque en s'infiltrant dans le secteur peu surveillé des marais de Derazhne. L'offensive russe se généralise dans les jours suivants : le Xe corps de Martiny doit se replier précipitamment et la 62e division, qui occupait la partie la plus exposée du saillant de Derazhne, est pratiquement détruite, laissant à découvert le flanc nord de la 4e armée. Le corps de cavalerie Berndt, à peine 2 600 hommes avec 9 pièces d'artillerie de campagne, se trouve pratiquement seul face au corps de cavalerie russe (en) de Jakov von Gillenschmidt. Dans la nuit du 18 septembre, la 4e armée austro-hongroise doit se replier derrière le Styr et l'Ikva. La cavalerie de la 8e armée russe entreprend un large mouvement d'enveloppement autour de Loutsk ; une rapide contre-attaque de la 21e division de tirailleurs protège la retraite de la 4e armée qui échappe de justesse à l'encerclement, ayant perdu la moitié de son effectif depuis le début de la campagne.
Plus au nord, en Biélorussie, l'Armée du Boug allemande venait de s'emparer de Pinsk le 16 septembre. Conrad est obligé de faire appel à l'aide allemande pour éviter l'effondrement. Alexander von Linsingen, commandant de l'Armée du Boug, se voit confier un nouveau groupe d'armées ayant sous son autorité la 4e armée austro-hongroise, théoriquement subordonné au Haut Commandement austro-hongrois de l’archiduc Frédéric de Teschen, tandis que les 1re et 2e armées austro-hongroises forment un groupe d'armées commandé par Böhm-Ermolli. Linsingen, déjà connu des Austro-Hongrois pour son tempérament abrupt, ordonne dès le 18 septembre à Joseph-Ferdinand de préparer une contre-attaque vers le nord pour colmater la brèche entre ses forces et celles de l'Armée du Boug : l'archiduc, dans la confusion où se trouvent ses forces, est bien incapable d'organiser un mouvement de grande ampleur. Seules la 4e division d'infanterie et, dans un délai de quelques jours, la moitié de la 21e division de tirailleurs et de la 10e division de cavalerie seraient en état d'opérer.
Le 23 septembre, la 8e armée russe reprend Loutsk ; le XIVe corps austro-hongrois, décimé, se replie vers l'ouest. Cela permet aux Allemands d'annoncer publiquement la subordination de l'archiduc Joseph-Ferdinand au nouveau groupe d'armées von Linsingen : Conrad s'efforçait de différer cette annonce pour ne pas ruiner l'effet de la propagande austro-hongroise qui avait toujours présenté l'archiduc sous les couleurs les plus brillantes. Joseph-Ferdinand réclame 4 divisions pour contre-attaquer et reprendre Loutsk mais Linsingen refuse, ne voulant pas gâcher prématurément des troupes alors que l'offensive russe s'essouffle. Le 24 septembre, les Russes encerclent et capturent 3 régiments de la 51e division de Honvéd mais leur avance tire à sa fin ; seules des escarmouches de cavalerie se poursuivent entre les deux camps. Le 24e corps de réserve allemand est en train de se rassembler au nord de Loutsk aux côtés du XVIIe corps austro-hongrois, sous le commandement commun du général allemand Friedrich von Gerok : la contre-attaque germano-austro-hongroise est lancée le 26 septembre, la 4e armée devant s'y joindre dans la mesure de ses moyens.
Broussilov, averti des préparatifs germano-austro-hongrois, est prêt à y faire face et demande à Ivanov de lancer une attaque du XXXe corps sur le flanc de l'Armeegruppe Gerok ; à sa grande surprise, Ivanov refuse et, le 25 septembre, lui ordonne au contraire d'abandonner Loutsk et de se retirer sur la Stoubla ; le XXXe corps doit prendre position beaucoup plus au nord pour attaquer les  Allemands quand ils s'approcheront de Rivne. Broussilov doit accepter ce plan qu'il juge irréaliste ; la 4e division de tirailleurs (général Anton Denikine) doit évacuer Loutsk dans la nuit et les Austro-Hongrois la réoccupent le lendemain matin sans tirer un coup de feu.

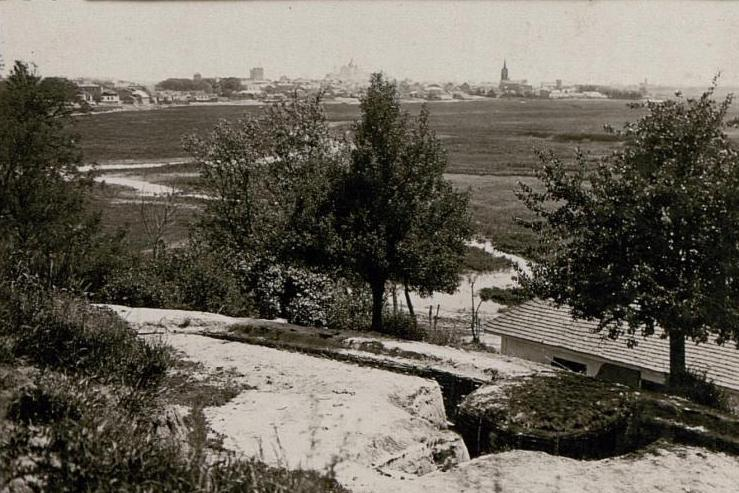
Tranchée austro-hongroise sur le Styr près de Loutsk, 1916.

Plus au sud, le 25 septembre, les Russes tentent une offensive sans grand succès dans la région montagneuse de  Novo Alexinez. L'avance de l'armée Linsingen sur le Styr et l'évacuation de Loutsk amènent les unités russes à se regrouper. Elles tentent encore des attaques de portée limitée contre l'Armée du Sud, sur la Strypa à l'ouest de Ternopil le 2 octobre, sur l'Ikva à l'ouest de Kremenets et au nord de Doubno le 6 octobre, sur différents points du front le 7 octobre.
Les belligérants sont dans une impasse. Du côté russe, alors que Broussilov souhaite poursuivre l'offensive, Ivanov décide de l'arrêter : l'entrée en jeu des Allemands modifie le rapport de forces en faveur des Empires centraux et il peut craindre une réédition du désastre de Gorlice-Tarnów. Du côté allemand, Linsingen ne demande qu'à continuer son offensive mais le Haut-Commandement allemand, dirigé par Erich von Falkenhayn, a déjà décidé de réserver tous les moyens disponible pour la prochaine grande offensive sur le front de l'Ouest. Au milieu du mois d'octobre, les deux armées s'établissent sur la défensive.

## Conséquences

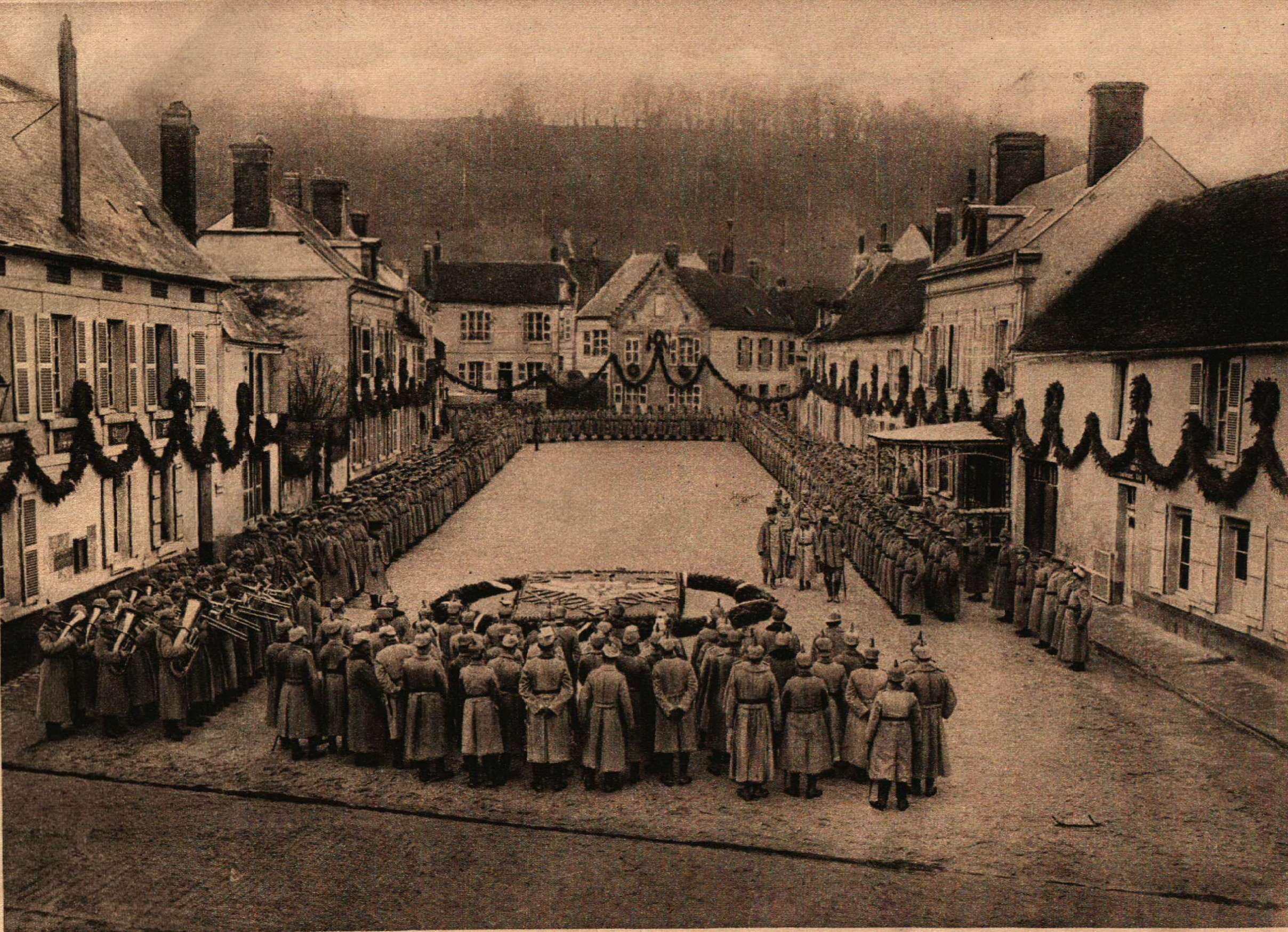
Cérémonie militaire austro-hongroise avec fanfare, 1916.

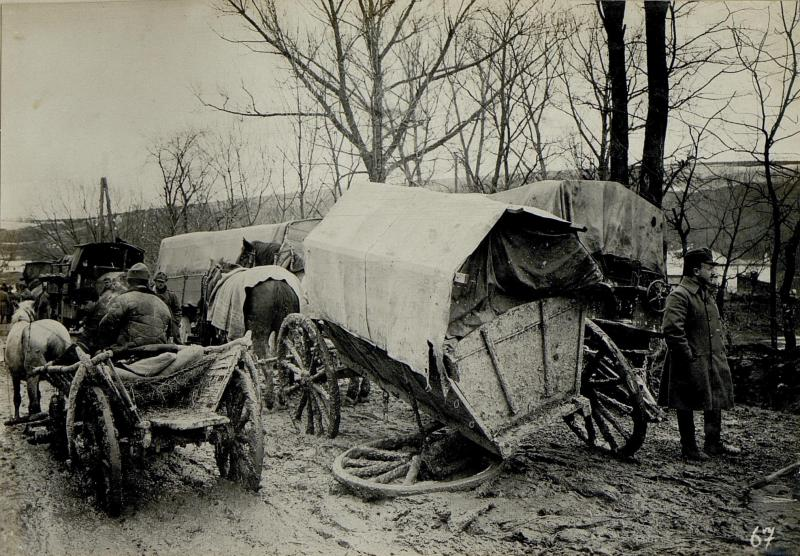
Convoi austro-hongrois dans la boue près de Pidhaïtsi, 1915-1917.

Cette offensive mal conduite reçoit rapidement le surnom peu flatteur de « cochonnerie d'automne » (« Herbstsau »). Conrad a engagé l'opération sans tenir compte des conditions climatiques, notamment des pluies qui transforment le sol en bourbier, avec des unités incomplètes et mal ravitaillées. Au total, les Austro-Hongrois perdent 231 000 hommes dont 100 000 prisonniers de guerre. Les unités tchèques et ruthènes de la 19e division vont massivement se rendre aux Russes. Dans la 4e armée, 33% des officiers se sont laissés capturer, alors que dans l'armée allemande, le taux n'est que de 5,2%. En outre, les Russes ont pris aux Austro-Hongrois assez d'armes et de munitions pour équiper à neuf deux de leurs corps d'armée. Les Russes vont même créer des fabriques de munitions pour alimenter les armes de calibre austro-hongrois : en 1916, elles produisent 37 millions de munitions.
La compétence de Conrad est fortement mise en cause, ses échecs sur le front de l'Est succédant à ceux de la campagne de Serbie de 1914. Le Haut commandement allemand exige la subordination de la 4e armée austro-hongroise à un nouveau groupe d'armées germano-austro-hongrois commandé par le général allemand Alexander von Linsingen. En engageant l'essentiel de ses réserves en Galicie et Volhynie, le commandement austro-hongrois a dû réduire sa contribution à l'invasion de la Serbie, prévue pour octobre. Son prestige régional en est fortement affecté : la Roumanie poursuit son rapprochement avec l'Entente tandis que la Bulgarie exige que le commandement militaire des Empires centraux dans les Balkans soit assuré par l'Allemagne. Cependant, la mésentente entre Austro-Hongrois et Bulgares tient surtout au fait que Vienne, contrairement à Berlin, refuse de promettre aux Bulgares une part substantielle du territoire serbe.

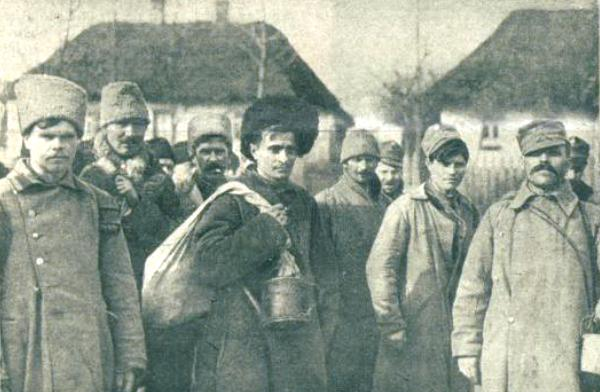
Prisonniers de guerre austro-hongrois en Russie, 1918.

Enfin, cette opération destinée à relever le prestige intérieur de la double monarchie a révélé la tension croissante entre les nationalités de l'Empire. Au cours de la bataille de Rivne, le nombre de « disparus », pour l'essentiel des hommes qui se sont rendus aux Russes, atteint 30% et même 33% à la 4e armée. Des cas préoccupants ont été signalés dans les unités tchèques, ruthènes et bosniennes. L'équilibre du front est rétabli et la menace russe provisoirement écartée mais l'Autriche-Hongrie a perdu l'initiative et doit laisser à l'Allemagne toute la conduite de la guerre. Dans un rapport adressé à l'empereur le 25 septembre, l'archiduc Frédéric insiste sur le manque de fiabilité des troupes tchèques comme sur l'agitation subversive des sujets serbes et italiens : sans des réformes de fond sur l’administration, les questions sociales et celle des nationalités, menées par un gouvernement énergique, la survie de l'armée et du pays est compromise. À la fin de 1915, un régiment de tirailleurs tchèques, embryon de la future Légion tchécoslovaque, apparaît dans l'armée russe.

## Ordre de bataille
Les Austro-Hongrois rassemblent 38 divisions 1/2 d'infanterie et 8 1/2 de cavalerie (480 000 hommes), les Russes (Front du Sud-Ouest, général Nikolaï Ivanov) 29 divisions d'infanterie et 14 de cavalerie.

### Austro-Hongrois et Allemands
- 4e armée (archiduc Joseph-Ferdinand de Habsbourg-Toscane)
  - Corps de cavalerie Bissingen 
    - 2e division de cavalerie
    - 11e division de cavalerie de Honvéd

  - Corps de cavalerie Berndt (de)
    - 4e, 7e et 10e divisions de cavalerie

  - XIVe corps (Josef Roth (de))
    - (2e, 3e et 21e divisions d'infanterie

  - Xe corps (Hugo Martiny (de))
    - 24e, 37e  et 62e divisions d'infanterie

  - IXe corps (Rudolf Králíček)
    - 10e et 26e divisions d'infanterie

  - Armeegruppe Smekal
    - 4e et 45e divisions d'infanterie
- 1re armée (Paul Puhallo von Brlog (de))
  - Armeegruppe Szurmay (de)
    - 7e et 40e divisions
- IIe corps (Johann von Kirchbach auf Lauterbach (de))
  -     - 13e et 256e divisions d'infanterie

  - Ier corps (Karl von Kirchbach auf Lauterbach)
    - 9e et 46e divisions d'infanterie

  - Réserve d'armée : 13e division de Schützen  (tirailleurs)
- 2e armée (Eduard von Böhm-Ermolli)
  - XVIIIe corps (Claudius Czibulka (de))
    - 13e et 43e divisions d'infanterie
    - 1re division de cavalerie
    - 1re brigade de Landsturm

  - XIXe corps (Ignaz Trollmann von Lovcenberg (de))
    - 29e et 34e divisions d'infanterie

  - IVe corps (Albert Schmidt von Georgenegg (de))
    - 27e et 51e divisions d'infanterie
    - 1re division de Honvéd

  - Ve corps (Ferdinand von Goglia (de))
    - 14e et 33e divisions d'infanterie
- Armée du Sud germano-austro-hongroise (Felix von Bothmer)
  - Corps Hofmann (austro-hongrois)
    - 55e division KuK
    - 131e brigade de Landwehr
    - 1re division de cavalerie KuK
    - Brigade Bolzano
    - 48e division de réserve allemande

  - Corps Marschall
    - 3e division de la Garde allemande
    - 19e division KuK
    - 38e division de Honvéd
- 7e armée (Karl von Pflanzer-Baltin)
  - VIe corps (Arthur Arz von Straußenburg)
    - 12e et 39e divisions d'infanterie

  - XIIIe corps (Adolf von Rhemen zu Barensfeld (de))
    - 15e et 36e divisions d'infanterie

  - Corps Henriquez
    - 5e et 30e divisions d'infanterie
    - 8e division de cavalerie KuK

  - Corps Benigni (de)
    - 6e division d'infanterie
    - 3e et 5e divisions de cavalerie

  - XIe corps (Ignaz Edler von Korda)
    - 42e division de Honvéd
    - 6e division de cavalerie

À partir du 25 septembre, s'y ajoute le 24e corps de réserve allemand (Friedrich von Gerok) :
- 1re division d'infanterie allemande
- 22e division d'infanterie allemande

### Russes
- 3e armée (Leonid Lech (en)) : 5 divisions d'infanterie et 3 de cosaques
  - Corps des Grenadiers
    - 2e et 4e divisions de grenadiers

  - XXXIe corps
    - 75e et 83e divisions de réserve

  - 4e corps de cavalerie (en) (Jakov von Gillenschmidt)
    - 2e et 3e divisions de cosaques
    - 3e division de cosaques du Caucase

  - 77e division de réserve
- 8e armée (Alexeï Broussilov) : 8 divisions d'infanterie et 4 de cavalerie

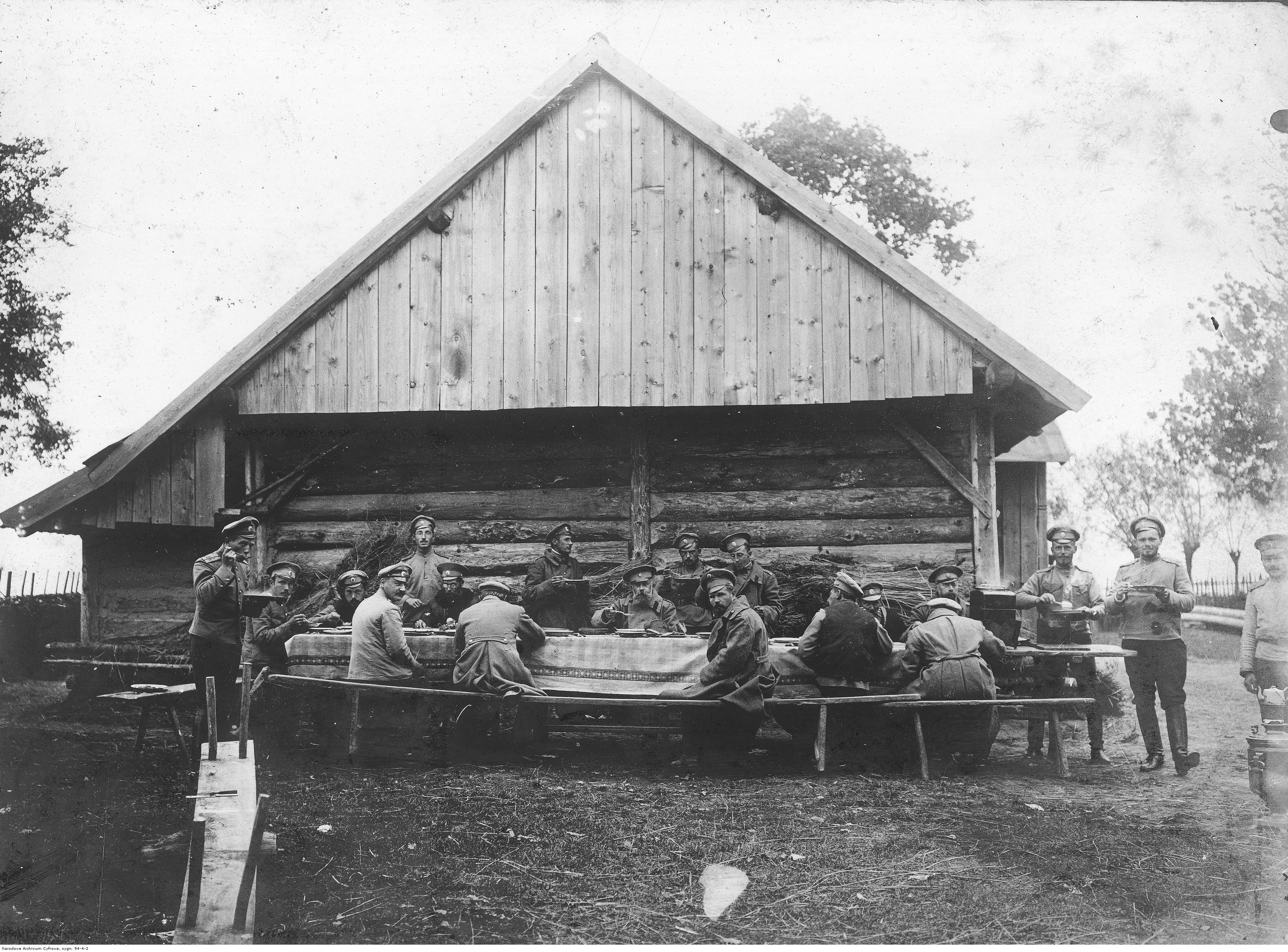
Officiers d'artillerie de la 12e division en Galicie, septembre 1914.

  - Corps de cavalerie Veliassev
    - 11e et 16e divisions de cavalerie

  - XXIVe corps
    - 49e division et 81e division de réserve

- - XIIe corps
    - 12e et 19e divisions

  - XXXIXe corps
    - 102e et 105e divisions de réserve

  - XVIIe corps
    - 3e et 35e divisions

  - VIIIe corps
    - 14e et 15e divisions

  - Corps de cavalerie Rerberg
    - 16e division de cavalerie
    - 2e et 3e brigades de cosaques du Don
- 11e armée (Vladimir Sakharov) : 6 divisions 1/2 d'infanterie
  - VIIe corps
    - 13e et 34e divisions

  - VIe corps
    - 4e et 16e divisions

  - XVIIIe corps
    - 23e et 37e divisions

  - XXIIe corps
    - 1re division finnoise et 3e division de tirailleurs
- 9e armée (Platon Letchitski) : 8 divisions d'infanterie, 5 divisions 1/2 de cavalerie

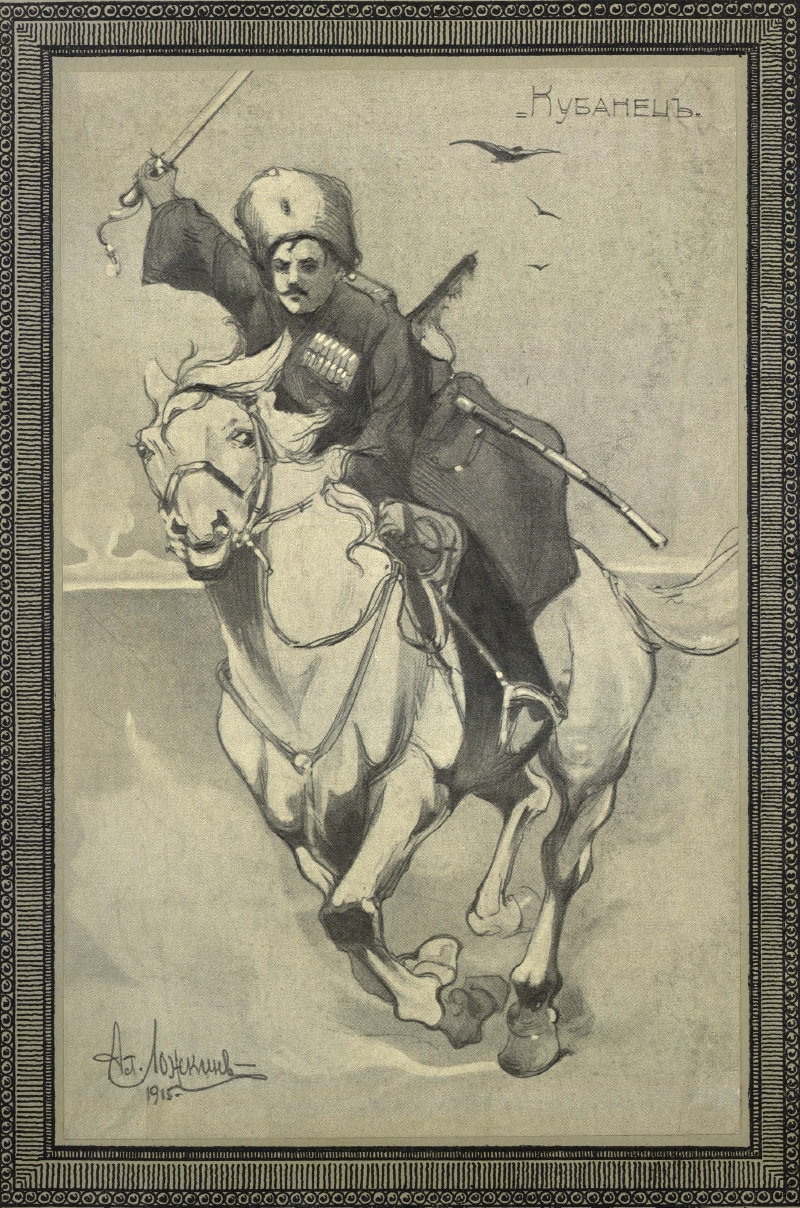
Cosaque du Kouban, image russe de 1915.

- - 2e corps de cavalerie (en)
    - Division de cosaques du Kouban
    - 9e division de cavalerie

  - XIe corps
    - 11e et 32e divisions

  - XXXe corps (Andreï Zaïontchkovski) à partir du 14 septembre
    - 71e et 74e divisions de réserve

  - XXXIIIe corps
    - 79e et 82e divisions de réserve

  - XXIIe corps
    - 78e et 103e divisions de réserve

  - 3e corps de cavalerie (en)
    - 6e, et 10e et 12e divisions de cavalerie

## Sources et bibliographie
- (de) Cet article est partiellement ou en totalité issu de l’article de Wikipédia en allemand intitulé « Feldzug nach Rowno » (voir la liste des auteurs) dans sa version du 20 août 2019.
- (en) Manfried Rauchensteiner (trad. de l'allemand), The First World War and the End of the Habsburg Monarchy, 1914-1918, Vienne, Böhlau Verlag Wien, 2014 (ISBN 978-3-205-79588-9, lire en ligne)
- (en) Holger H. Herwig, The First World War : Germany and Austria-Hungary 1914-1918, A&C Black, 24 avril 2014 (ISBN 978-1-4725-1081-5, lire en ligne)
- Pritt Buttar, Germany Ascendant: The Eastern Front 1915, Osprey, 2015
- Allen L. Churchill, The Story of the Great War, Volume 4, WWI Centenary Series, 2016